# Anopheles flavicosta
Anopheles flavicosta este o specie de țânțari din genul Anopheles, descrisă de Edwards în anul 1911. Conform Catalogue of Life specia Anopheles flavicosta nu are subspecii cunoscute.